# Münster
Münster je německé město nacházející se v severní části spolkové země Severní Porýní-Vestfálsko. Žije zde přibližně 323 tisíc obyvatel. Je považováno za kulturní centrum regionu Vestfálsko. Do dějin se zapsalo během období reformace díky tzv. Münsterské komuně – náboženské protestantské revoluci z let 1534–1535. Další klíčovou událostí v historii města byl podpis vestfálského míru roku 1648, který ukončil třicetiletou válku. Sídlí zde fotbalový klub Preußen Münster. 

## Pamětihodnosti
- Katedrála svatého Pavla postavená ve 13. století v románském slohu s vlivy rané gotiky.
- Tzv. Prinzipalmarkt, tržnice v centru města s gotickou radnicí ze 14. století, v níž byl podepsán vestfálský mír.
- Barokní zámek postavený v letech 1767–1787 pro místní biskupy architekty Johannem Conradem Schlaunem a Wilhelmem Ferdinandem Lipperem. Nyní slouží jako administrativní centrum místní univerzity.
- Gotický kostel svatého Lamberta (postaven 1375). Roku 1535 byly na stěnu jeho věže pověšeny tři klece s těly vůdců Münsterské komuny.
- Pevnost „Zwinger“ postavená roku 1528. V 18. až 20. století sloužila jako věznice.
- Muzeum Pabla Picassa

## Partnerská města
- Fresno, Kalifornie, USA
- Kristiansand, Norsko
- Lublin, Polsko
- Monastir, Tunisko
- Mühlhausen, Durynsko
- Orléans, Francie
- Rišon le-Cijon, Izrael
- Rjazaň, Rusko
- York, Spojené království
- Enschede, Nizozemsko

## Slavní rodáci
- Alexandr von Kluck (1846–1934), německý generál v první světové válce[3]
- Carl Schuhmann (1869–1946), německý gymnasta, držitel čtyř zlatých olympijských medailí z LOH 1896[4]
- Kurt Gerstein (1905–1945), důlní inženýr, příslušník SS, známý díky tzv. Gersteinově zprávě, kterou se snažil informovat o nacistických zločinech[5]
- Tanita Tikaram (* 1969), anglická zpěvačka a písníčkářka[6]
- Franka Potente (* 1974), německá herečka[7]